# 黃勝堅
黃勝堅（1957年—），是台灣一名神經外科醫師，專長腦神經重症治療，外號為「堅叔」。2003年，取得「安寧緩和醫療」專科醫師證照。2015年1月5日，接任臺北市立聯合醫院總院長一職，把在臺大醫院金山分院擔任院長時，推動安寧照護的經驗與知識，帶進臺北市。擔任總院長任內，強調安寧療護的重要性，著力在臺北市立聯合醫院推動居家醫療、居家安寧、落實於臺北市的社區里鄰內，讓號稱2樓就是行動不便者監獄的病人，能同樣享有就醫的權利與服務。2022年3月因健康因素請辭臺北市立聯合醫院總院長一職獲准，北市府通過由該院副總院長璩大成醫師升任總院長。

## 推倡政策與理念
2016年因本身提倡安寧療護理念，在病人自主權利法2015年12月18日三讀通過，於2016年接受衛生福利部之「104年度委託辦理建構預立醫療照顧計畫實務運作模式研究計畫」計畫委託，率先號召臺北市立聯合醫院進行病人自主權利法內之預立醫療照護諮商試辦，共有339位民眾參與，該院亦為全國首家執行「預立醫療照護諮商」試辦之醫院；2017年中華民國(台灣)安寧照顧基金會接受衛生福利部委託，邀請臺北市立聯合醫院黃勝堅總院長統籌七家醫院進行試辦計畫，收案分析後2017年全台有240人參與，而累積這兩年經驗，親身體驗預立醫療照護諮商民眾共有579例，為病人自主權利法推動、預立醫療照護諮商與預立醫療決定等概念推動與執行基礎開啟濫觴。
2020年12月，在病主法上路近一年時，轄下的北市聯醫結合社福機構推出「我的預立醫療決定書－易讀說明手冊」，有助心智障礙者使用。黃勝堅表示，為保障心智障礙者善終權利，於病人自主權利法施行的第一年，本著身心障礙者權利公約的精神，即開始著手思考如何在最大協助及最少限制尊重的原則下，協助心智障礙者也能透過預立醫療照護諮商的討論。該院社會工作室主任楊君宜另外表示，在邀集院內相關醫療團隊共同研議，從法規面的解釋至實務運作面的諮商會談技巧、輔助工具運用等進行討論，更結合社會福利單位，如育成社會福利基金會、喜憨兒社會福利基金會、樂山教養院及中華民國智障者家長總會等進行交流，召開專家研商會議，多次與心智障礙者進行預立醫療照護諮商的討論與測試，發展「我的預立醫療決定書－易讀說明手冊」。
他曾在受訪中表示對《病人自主權利法》的想法，認為推動《病人自主權利法》的目的是保障了病人的權利，但從善終的角度來看，更大的意義是在醫生、病人、家屬溝通的過程中，從死亡的暗處回看亮處，補起生命的裂痕。儘管立法的過程非常艱難，此部法律卻是對台灣很重要、以病人為主體的一部法。也同時認為，病人除了「知情」的權利，還有「拒絕」的權利。病人可以拒絕沒有意義、沒有價值的醫療，進而選擇自己想要的、需要的醫療方式。而這一切都是在醫病雙方詳細溝通之後進行，病人的想法如果被尊重，醫病關係事實上會更和諧。人們應該勇敢的去關心死亡議題，因為「達官貴人販夫走卒，每一個死亡都有意義。」在他行醫多年的觀察下，他覺得老天非常的公平，不會因為一個人是人生勝利組或者失敗組，生命的意義有所不同；有時候反而是人們眼中的「失敗組」，死亡意義所產生的量能比「勝利組」還大。

## 總統創新獎
2020年9月獲頒第四屆總統創新獎「一般個人組」，其得獎原因為啟動「社區安寧照護服務」的醫療革命，整合社區資源，讓民眾能在地終老在地凋零，為臺灣在家終老的醫療服務跨出重要一步。並且堅持「從救命到顧命」理念，帶領醫療團隊走進社區，照顧臺灣看不見的、最弱勢的一群人。以及為「病人自主權利法」的重要主導者之一，這部法律是亞洲第一部保障病人自主權利的專法，大幅促進我國對於尊重病人自主與保障善終權的進步。引領全國執行預立醫療諮商(ACP)與預立醫療決定書(AD)的措施，搭配醫養結合與賦能，將使得病人失能時間從7.3年縮短至1年以下，大幅減少醫療、長照及社會成本。最後為因積極推動「論人計酬試辦計畫」，在金山地區提供各種預防醫學的知識、健康檢查讓民眾能及早發現及治療，以節省醫療資源，三年來節省新臺幣5,000萬元健保醫療支出，為健保永續的重要經驗。而授獎時同時宣布，將2百萬獎金捐出，搭配他兩位兄長與好友捐款，一共捐出6百萬元作為推展社區全人照顧運動。

## 爭議
2016年7月20日，因擔任老松投資股份有限公司及真承投資股份有限公司董事，違反《公務員服務法》的規定，遭監察院彈劾，全案移送司法院公務員懲戒會。8 月 31 日公務員懲戒會以申誡進行處分。
2019年6月，所管理的臺北市立聯合醫院爆發全員扣薪案，也曾在院內公開說明會表示：「醫師明年申報所得減10%」，黃勝堅總院長曾表示醫師收入約有75%來自院內盈餘分配，盈餘減少收入勢必下滑，然扣薪至今但拿不出因應政策，聯醫基層怒火爆發，於2019年11月6日於聯合醫院仁愛院區採取快閃行動，要求黃勝堅總院長出來面對。
2021年11月，議員苗博雅就提到，聯醫近來數度有人力調度上的問題，因民眾對COVID-19疫苗施打需求大增，之前仁愛院區最高紀錄一天曾調了15個主治醫師及6位專科護理師去支援疫苗接種，幾乎占掉原醫院內科主治醫師的一半，讓原醫院的病患無人照看。對此，黃勝堅就表示，雖然醫護跑去支援打疫苗，但是原醫院的病人一定會被照顧到、不會影響醫療品質，至於同仁方面則是確實比較辛苦，下次若再發生有醫護要「加班支援」的情況，絕對辭職以示負責。黃勝堅也稱，將會重新設計接種獎勵金的流程和獎勵機制。而台北市衛生局長黃世傑則說明，北市已經有找了300名的退休醫護做支援，也會向中央請調人力。

## 出版書籍
- 《生死謎藏：善終，和大家想的不一樣》，大塊文化，黃勝堅口述，小瓶仔插畫，二泉印月整理，2016，ISBN 9789862132043
- 《生死謎藏（2）：夕陽山外山》，大塊文化，2011，黃勝堅，繪者：小瓶仔，二泉印月採訪整理，ISBN 9789862132777
- 《生死謎藏（3）：紅色的小行李箱》，大塊文化，2014，黃勝堅，ISBN 9789862135204
- 《希望你用不到，但一定要知道的：長照》，大塊文化，2018，黃勝堅，翁瑞萱臺北市聯醫總院 長期照護規畫發展中心 主任，二泉印月採訪整理，ISBN 9789862139257

## 得獎記錄
| 年份   | 獲提名             | 獎項                       | 結果 |
| ------ | ------------------ | -------------------------- | ---- |
| 2010年 | 《生死謎藏》       | 時報開卷獎                 | 獲獎 |
| 2011年 | 《生死謎藏》       | 新聞局金鼎獎               | 獲獎 |
| 2011年 | 《生死謎藏》       | 衛生署國健局健康閱讀好書獎 | 獲獎 |
| 2011年 | 《生死謎藏》       | 臺大醫院年度教材著作優良獎 | 獲獎 |
| 2012年 | 《生死謎藏》       | 臺北國際書展大獎           | 提名 |
| 2012年 | 《夕陽山外山》     | 臺大醫院年度教材著作優良獎 | 獲獎 |
| 2014年 | 《紅色的小行李箱》 | 衛生署國健局健康閱讀好書獎 | 獲獎 |
| 2014年 | 《紅色的小行李箱》 | 臺大醫院年度教材著作優良獎 | 獲獎 |
| 2020年 |                    | 總統創新獎                 | 獲獎 |